# Andrea Temesváriová
Andrea Temesváriová (* 26. dubna 1966 Budapešť) je bývalá maďarská tenistka. Jejím otcem a trenérem je Otto Temesvári, někdejší basketbalový reprezentant.

## Tenisová kariéra
Tenisu se věnovala od devíti let v klubu Spartacus Budapešť, na okruhu Ženské tenisové asociace debutovala v roce 1981. V roce 1983 získala Cenu WTA pro hráčku s největším zlepšením a byla zvolena maďarskou sportovkyní roku. V roce 1984 dosáhla svého nejlepšího umístění na světovém singlovém žebříčku: sedmé místo. V roce 1986 vyhrála spolu s Martinou Navrátilovou čtyřhru na French Open. O rok později utrpěla zranění hlezenního kloubu, které poznamenalo její další kariéru. Za fedcupový tým Maďarska odehrála 47 zápasů, z toho 27 vítězných, nejlepším výsledkem bylo čtvrtfinále v roce 1985. Také reprezentovala na Letních olympijských hrách 1996. Kariéru ukončila v roce 1997, později působila jako nehrající kapitánka maďarské fedcupové reprezentace a založila v Budapešti vlastní tenisovou akademii.

## Turnajová vítězství

### Dvouhra
- Hershey 1982
- Perugia 1983
- Hitfeld 1983
- Indianapolis 1983
- Indianapolis 1985

### Čtyřhra
- Curych 1984
- Curych 1985
- Marco Island 1986
- Paříž 1986
- Tampa 1989
- Štrasburk 1993
- Maria Lankowitz 1995